# ISO 7010

Het ISO-symbool voor "Nooduitgang".

ISO 7010 is een norm van de Internationale Organisatie voor Standaardisatie voor grafische gevarensymbolen op gevaren- en veiligheidsborden, inclusief die welke nooduitgangen aangeven. Het gebruikt kleuren en principes die zijn uiteengezet in ISO 3864 voor deze symbolen en is bedoeld om "veiligheidsinformatie te bieden die zo min mogelijk afhankelijk is van het gebruik van woorden om begrip te bereiken".  Het verschilt van het door de Verenigde Naties gespecificeerde Globally Harmonised System of Classification and Labelling of Chemicals om de classificatie en etikettering van gevaarlijke stoffen te standaardiseren.
Vanaf augustus 2019 is de nieuwste versie ISO 7010:2019. Deze herziening omvat alle eerdere corrigenda, evenals waterveiligheidsborden en strandveiligheidsvlaggen die eerder zijn gespecificeerd in (de nu ingetrokken) ISO 20712. 

## Vormen en kleuren
ISO 7010 specificeert vijf combinaties van vorm en kleur om onderscheid te maken tussen het type informatie dat wordt gepresenteerd.
| Bordsoort              | Betekenis                        | Kleur (per ISO 7010) | Vorm                                      | Voorbeeld                     |
| ---------------------- | -------------------------------- | -------------------- | ----------------------------------------- | ----------------------------- |
| Verbodsborden          | Verboden                         | Rood                 | Cirkel met een diagonale streep           | Geen open vuur                |
| Gebodsborden           | Verplichte handeling             | Blauw                | Cirkel                                    | Gebruik gehoorbescherming     |
| Waarschuwborden        | Waarschuwing of gevaar           | Geel                 | Gele driehoek met zwarte afgeronde hoeken | Explosieve materialen         |
| Eerstehulpborden       | Noodvoorziening en nooduitgangen | Groen                | Vierkant of rechthoekig                   | Verzamelpunt bij calamiteiten |
| Brandveiligheidsborden | Brandveiligheid                  | Rood                 | Vierkant                                  | Brandblusser                  |

## Lijst
ISO registreert en somt aanbevolen pictogrammen op, die zij "veiligheidstekens" noemt, op haar website, ISO.org. De ISO-norm geeft een geregistreerd nummer voor pictogrammen die officieel onderdeel zijn geworden van de ISO 7010-norm. Overeenkomstig de bovenstaande categorieën, verwijzen in ISO-taal, "E"-nummers naar Noodsituatie (tekens die een veilige toestand aangeven), "F"-nummers verwijzen naar Brandbeveiliging , "P"-nummers verwijzen naar Verboden handelingen, "M"-nummers verwijzen naar Verplichte handelingen, en "W"-nummers verwijzen naar Waarschuwingen voor gevaren.

### Eerstehulpborden

E001 – Nooduitgang (links)
E002 – Nooduitgang (rechts)
E003 – Eerste Hulp
E004 – Noodtelefoon
E005 – Richtingspijl (hoek van 90°)
E006 – Richtingspijl (hoek van 45°)
E007 – Verzamelpunt bij calamiteiten
E008 – Breek om toegang te krijgen
E009 – Dokter
E010 – Automatische externe defibrillator
E011 – Oogspoelstation
E012 – Nooddouche
E013 – Brancard
E016 – Nooduitgang via raam met vluchtladder
E017 – Reddingsvenster
E018 – Draai tegen de klok in om te openen
E019 – Draai met de klok mee om te openen

### Brandpreventieborden

F001 – Brandblusser
F002 – Brandhaspel
F003 – Brandladder
F004 – Brandbestrijding spullen
F005 – Handmelder
F006 – Brandalarm telefoon
F007 – Brandwerende deur
A090R – Brandpreventie richtingspijl (hoek van 90 graden)
A045R – Brandpreventie richtingspijl (hoek van 45 graden)

### Gebodsborden

M001 – Algemene teken voor verplichte actie
M002 – Zie instructieboekje/handleiding
M003 – Draag gehoorbescherming
M004 – Draag oogbescherming
M005 – Sluit een aardklem aan op de aarde
M006 – Haal de stekker uit het stopcontact
M007 – Ondoorzichtige oogbescherming moet worden gedragen
M008 – Draag voetbescherming
M009 – Draag beschermende handschoenen
M010 – Draag beschermende kleding
M011 – Was je handen
M012 – Gebruik leuning
M013 – Draag een gelaatsmasker
M014 – Draag een helm
M015 – Draag kleding met hoge zichtbaarheid
M016 – Draag een mondkap/masker
M017 – Draag adembescherming
M018 – Draag een veiligheidsharnas
M019 – Draag een lasmasker
M020 – Draag veiligheidsgordels
M021 – Ontkoppelen alvorens onderhoud of reparatie uit te voeren
M022 – Gebruik barrièrecrème
M023 – Gebruik loopbrug
M024 – Gebruik deze looproute
M025 – Bescherm de ogen van baby's met ondoorzichtige oogbescherming
M026 – Gebruik een beschermend schort
M027 — Afscherming installeren of controleren
M028 — Sloten installeren en vergrendeld houden
M029 — Claxoneer/toeter
M030 — Doe afval in de prullenbak
M031 — Beschermkap gebruiken om verwondingen door de tafelzaag te voorkomen
M032 — Gebruik schoeisel met antistatische of vonkwerende eigenschappen
M033 — Veiligheidsbeugel op skistoeltjeslift omlaag doen
M034 — Veiligheidsbeugel op skistoeltjeslift omhoog doen
M035 — Verlaat het skiliftpad na een val
M036 — Houd skitips omhoog
M037 — Sluit en beveilig het luik (reddingsbootlanceringsvolgorde)
M038 — Start de motor (startsequentie voor reddingsboten)
M039 — Laat de reddingsboot naar het water zakken (startvolgorde van de reddingsboot)
M040 — Laat de reddingsboot naar het water zakken (startvolgorde van de reddingsboot)
M041 — Laat de reddingsboot naar het water zakken (startsequentie voor reddingsboten)
M042 — Maak de haken los die de reddingsboot vasthouden (startvolgorde van de reddingsboot)
M043 — Start de waterstraal voor de reddingsboot (startsequentie voor reddingsboten)
M044 — Start de luchttoevoer voor de reddingsboot (startsequentie voor reddingsboten)
M045 — Laat de touwen los (grepen) (startsequentie voor reddingsboten)
M046 — beveilig de gasflessen
M047 — Gebruik ademhalingsapparatuur (SCBA)
M048 — Gebruik gasdetector
M049 — Persoonlijke beschermingsmiddelen gebruiken voor sport
M050 — Verlaat de slee-rodelbaan aan de linkerkant
M051 — Verlaat de slee-rodelbaan aan de rechterkant
M052 — Houd een veilige afstand tussen sleeën (rodels)
M053 — Draag persoonlijk drijfmiddel (PFD) (reddingsvest)
M054 — Toezicht houden op kinderen tijdens wateractiviteiten
M055 – Buiten bereik van kinderen bewaren

### Verbodsborden

P001 – Algemeen verbodsteken
P002 – Verboden te roken
P003 – Geen open vuur
P004 – Geen doorgaande weg
P005 – Geen drinkwater
P006 – Geen toegang voor vorkheftrucks en industriële voertuigen
P007 – Geen toegang voor mensen met actieve geïmplanteerde hartapparaten
P008 – Geen metalen artikelen of horloges
P010 – Niet aanraken
P011 – Niet blussen met water
P012 – Geen zware belasting
P013 – Geen geactiveerde mobiele telefoon
P014 – Geen toegang voor mensen met metalen implantaten
P015 – Niet naar binnen reiken
P017 – Niet duwen
P018 – Niet zitten
P019 – Niet op het oppervlak stappen
P020 – Bij brand geen lift gebruiken
P021 – Geen honden
P022 – Niet eten of drinken
P023 – Niet hinderen
P024 – Loop of sta hier niet
P025 – Gebruik deze onvolledige steiger niet
P026 – Gebruik dit apparaat niet in een badkuip, douche of met water gevuld reservoir
P027 – Deze lift is niet voor mensen
P028 – Draag geen handschoenen
P029 – Niet fotograferen
P030 – leg geen knopen in het touw
P031 – Niet schakelen
P032 – Niet vlakslijpen
P033 – Niet gebruiken voor nat slijpen
P034 – Niet gebruiken met handslijper

### Waarschuwings- & gevaarsborden

W001 – Algemeen waarschuwingsteken
W002 – Explosieve materialen
W003 – Radioactief materiaal of ioniserende straling
W004 – Laserstraal
W005 – Niet-ioniserende straling
W006 – Magnetisch veld
W007 – Obstakel op vloerniveau
W008 – Valgevaar
W009 – Biologisch gevaar
W010 – Gevaar bij lage temperatuur
W011 – Glad oppervlak
W012 – Elektriciteitsgevaar
W013 – Waakhond
W014 – Vorkheftruck en andere industriële voertuigen
W015 – Bovenliggende of hangende last
W016 – Giftig materiaal
W017 – Heet oppervlak
W018 – Automatisch opstarten
W019 – Verplettering door bewegende delen
W020 – Obstakel boven hoofd
W021 – Brandbaar materiaal
W022 – Scherp element
W023 – Bijtende stof
W024 – Beknelling van handen
W025 – Tegengesteld draaiende rollen
W026 – Batterij opladen
W027 – Optische straling
W028 – Oxiderende stof
W029 – Cilinder onder druk
W030 – Handblessure in pers
W031 – Handletsel door snelle beweging van werkstuk in kantpersmachine
W032 — Snelle beweging van werkstuk in kantpersmachine
W033 — Prikkeldraad
W034 — Stier
W035 – Vallende onderdelen
W036 — Kwetsbare dak
W037 — Letsel door geautomatiseerde of op afstand bestuurbare voertuigen
W038 — Plotselinge harde geluiden
W039 – Vallende ijspegels
W040 — Daklawine
W041 — Ademhalingsgevaar
W042 — Vlamboog gevaar
W043 — Dun ijs
W044 — Scheepshelling
W045 — Waterskiën of gesleept wateractiviteit gebied
W046 — Surfen
W047 — Diep water
W048 — Ondiep water
W049 — Objecten onder het water
W050 — Plotselinge daling in zwembad
W051 — Geen vangrail en onbeschermde randen
W052 — Onstabiele klifrand
W053 — Onstabiele klif
W054 — Haaien
W055 — Afvalwaterafvoer
W056 — Tsunami gevarenzone
W057 — Sterke stroming
W058 — Vaargebied
W059 — Strandvoertuigen op wielen; land surfen; strandzeilen; wind karren
W060 — Opkomende getijden
W061 — Drijfzand, modder, diepe modder of slib
W062 — Kitesurfen
W063 — Parasailing
W064 — Harde wind
W065 — Hoge branding of grote brekende golven
W066 — Plotselinge daling naar diep water
W067 — Alligators, kaaimannen en krokodillen